# Paxillus ammoniavirescens
Paxillus ammoniavirescens är en svampart som beskrevs av Contu & Dessì 1999. Paxillus ammoniavirescens ingår i släktet pluggskivlingar och familjen Paxillaceae.   Inga underarter finns listade i Catalogue of Life.